# Памятник Ленину (Стерлитамак, проспект Ленина)
Памятник Ленину в Стерлитамаке Республики Башкортостан располагается на площади у Башкирского драматического театра (бывший Дворец культуры химиков), на проспекте Ленина.

## Создание и открытие
Открытие памятника Ленину было приурочено к 200-летию города. 2 июля 1966 года на площади у Дворца культуры химиков (ныне Башкирский драматический театр) при праздничной демонстрации был открыт памятник В. И. Ленину.
Авторы памятника — заслуженный деятель искусств, народный художник БАССР Т. П. Нечаева и народный художник БАССР Борис Фузеев.Ими было разработано и всё оформление площади — небольшой бассейн, выложенный белым кафелем, бетонные плиты, между которыми зеленеет трава, трибуна на краю площади.
Памятник находится в юго-восточной части площади и представляет собой торс на гранитном постаменте. Корпус Ленина устремлён вперед, отчётливо выражены черты лица и плеч. Памятник создали в короткие сроки — за пару месяцев. Рабочие трудились над созданием памятника по 18 часов в сутки.

## Значение
В СССР трибуна рядом с ним использовалась для выступлений партийного начальства города, а по площади проходили первомайские и октябрьские демонстрации. Сегодня у памятника собирается молодёжь, а трибуна используется при проведении парада на День Победы.